# Наимска, Малгожата
Малгожата Наимска (пол. Małgorzata Naimska, род. 1952) — польская гебраистка, общественный деятель и чиновница местного самоуправления, участвовала в оппозиционной деятельности как член движения скаутов за независимость во времена Польской Народной Республики.

## Биография
Окончила 6-ю общеобразовательную среднюю школу им. Тадеуша Рейтана в Варшаве (1971). Она входила в группу «Громада Влученгув» 1-го Варшавского скаутского отряда «Чарна Едынка» и принимала участие в оказании помощи жертвам репрессий после протестов в Радоме и Урсусе в июне 1976 года. Сотрудничала с Комитетом защиты рабочих и Комитетом общественной самообороны «КОР». Получила степень магистра по гебраистике в Институте востоковедения Варшавского университета (1977). Она пыталась найти работу в Варшавском университете и Национальной библиотеке в Варшаве, но Варшавский университет не продлил ей контракт, а Национальная библиотека, несмотря на предыдущие обещания, отказалась от подписания трудового договора. В 1979–1997 годах работала в польском отделении ПЕН-клуба, сначала секретарём, в 1988–1997 годах — директором офиса.
В 2000–2001 годах она была советником в политическом кабинете министра иностранных дел Владислава Бартошевского. С 2003 года она является директором, а с 2007 года заместителем директора Управления культуры столицы Варшавы. В 2005 году она окончила аспирантуру по государственному управлению в Академии имени Леона Козьминского в Варшаве. За годы своей многолетней работы в столичном правительстве она внесла вклад в популяризацию французской культуры, в том числе в качестве соорганизатора гастролей театра «Комеди Франсез» в Польше, а также в польско-австрийское культурное сотрудничество и поддержание польско-венгерской дружбы.
Совместно с Тадеушем Гадачем она опубликовала книгу «Иудаизм. Мини-книга» (Краков, 2020). Член Совета Музея Варшавского гетто (назначена в 2019 году на четырёхлетний срок) и председатель Совета фонда «Образовательный фонд для демократии». Внучка Стефана Лота, жена  политика Петра Наимского.

## Награды
- Золотой «Крест Заслуги» (1997)[21][22]
- Серебряная медаль «За заслуги в культуре Gloria Artis» (2005)[23]
- Рыцарский крест Почётного знака за заслуги в области науки и искусства (2018, Австрия)[14]
- Золотой крест «За заслуги»[англ.] (2019, Венгрия)[15][16]
- Кавалер Ордена искусств и литературы (2021, Франция)[12]